# بولاو
بولاو (به لاتین: Boluo County) یک شهرستان در جمهوری خلق چین است که در هویژو واقع شده‌است.

## خصوصیات
بولاو ۲٬۷۹۵ کیلومترمربع مساحت و ۸۱۳٬۷۳۰ نفر جمعیت دارد.